# Лукаш Градецький
Лукаш Градецький (фін. Lukáš Hradecký, словац. Lukáš Hradecký, нар. 24 листопада 1989, Братислава) — фінський футболіст словацького походження, воротар німецького «Баєр 04» і національної збірної Фінляндії. Спортсмен 2020 року в Фінляндії.

## Клубна кар'єра
У дорослому футболі дебютував 2006 року виступами за команду клубу «ТПС», в якій провів два сезони. 
Своєю грою за цю команду привернув увагу представників тренерського штабу клубу «Есб'єрг», до складу якого приєднався 2009 року. Відіграв за команду з Есб'єрга наступні чотири сезони своєї ігрової кар'єри. Відзначався досить високою надійністю, пропускаючи в іграх чемпіонату в середньому менше одного голу за матч.
У 2013 році уклав контракт з клубом «Брондбю», у складі якого провів наступні два роки своєї кар'єри гравця.  Більшість часу, проведеного у складі «Брондбю», був основним голкіпером команди.
До німецького клубу «Айнтрахт» приєднався 2015 року. Протягом наступних трьох сезонів був основним годкіпером франкфуртської команди, провівши 101 гру у Бундеслізі та допомігши їй виграти Кубок Німеччини у розіграші 2017/18.
У травні 2018 року гравець, контракт якого з «Айнтрахтом» завершився, на правах вільного агента уклав п'ятирічну угоду з «Баєр 04».
| Дата       | Місто                  | Господарі         | Результат               | Гості             | Турнір            | Голи | Примітки |
| ---------- | ---------------------- | ----------------- | ----------------------- | ----------------- | ----------------- | ---- | -------- |
| 21-05-2010 | Таллінн                | Естонія           | 2 – 0                   | Фінляндія         | товариський матч  | -    | 46'      |
| 09-02-2011 | Гент                   | Бельгія           | 1 – 1                   | Фінляндія         | товариський матч  | -    |          |
| 03-06-2011 | Серравалле             | Сан-Марино        | 0 – 1                   | Фінляндія         | Відбір до ЧЄ 2012 | -    |          |
| 10-08-2011 | Рига                   | Латвія            | 0 – 2                   | Фінляндія         | товариський матч  | -    |          |
| 02-09-2011 | Гельсінкі              | Фінляндія         | 4 – 1                   | Молдова           | Відбір до ЧЄ 2012 | -    |          |
| 06-09-2011 | Гельсінкі              | Фінляндія         | 0 – 2                   | Нідерланди        | Відбір до ЧЄ 2012 | -    |          |
| 07-10-2011 | Гельсінкі              | Фінляндія         | 1 – 2                   | Швеція            | Відбір до ЧЄ 2012 | -    |          |
| 15-11-2011 | Есб'єрг                | Данія             | 2 – 1                   | Фінляндія         | товариський матч  | -    | 34'      |
| 22-01-2012 | Порт-оф-Спейн          | Тринідад і Тобаго | 2 – 3                   | Фінляндія         | товариський матч  | -    |          |
| 29-02-2012 | Клагенфурт-ам-Вертерзе | Австрія           | 3 – 1                   | Фінляндія         | товариський матч  | -    |          |
| 03-06-2012 | Виру                   | Фінляндія         | 1 – 1 д.ч. (6 - 7 п.п.) | Латвія            | товариський матч  | -    | 46'      |
| 07-09-2012 | Гельсінкі              | Фінляндія         | 0 – 1                   | Франція           | Відбір до ЧС 2014 | -    |          |
| 26-01-2013 | Чіангмай               | Швеція            | 3 – 0                   | Фінляндія         | товариський матч  | -    |          |
| 26-03-2013 | Люксембург             | Люксембург        | 0 – 3                   | Фінляндія         | товариський матч  | -    | 46'      |
| 16-11-2013 | Кардіфф                | Уельс             | 1 – 1                   | Фінляндія         | товариський матч  | -    |          |
| 21-05-2014 | Гельсінкі              | Фінляндія         | 2 – 2                   | Чехія             | товариський матч  | -    |          |
| 31-05-2014 | Вентспілс              | Фінляндія         | 2 – 0                   | Естонія           | товариський матч  | -    |          |
| 14-11-2014 | Будапешт               | Угорщина          | 1 – 0                   | Фінляндія         | Відбір до ЧЄ 2016 | -    |          |
| 19-01-2015 | Абу-Дабі               | Швеція            | 0 – 1                   | Фінляндія         | товариський матч  | -    |          |
| 29-03-2015 | Белфаст                | Північна Ірландія | 2 – 1                   | Фінляндія         | Відбір до ЧЄ 2016 | -    |          |
| 13-06-2015 | Гельсінкі              | Фінляндія         | 0 – 1                   | Угорщина          | Відбір до ЧЄ 2016 | -    |          |
| 04-09-2015 | Пірей                  | Греція            | 0 – 1                   | Фінляндія         | Відбір до ЧЄ 2016 | -    |          |
| 07-09-2015 | Гельсінкі              | Фінляндія         | 1 – 0                   | Фарерські острови | Відбір до ЧЄ 2016 | -    |          |
| 08-10-2015 | Бухарест               | Румунія           | 1 – 1                   | Фінляндія         | Відбір до ЧЄ 2016 | -    |          |
| 11-10-2015 | Гельсінкі              | Фінляндія         | 1 – 1                   | Північна Ірландія | Відбір до ЧЄ 2016 | -    |          |
| 26-03-2016 | Вроцлав                | Польща            | 5 – 0                   | Фінляндія         | товариський матч  | -    |          |
| 01-06-2016 | Брюссель               | Бельгія           | 1 – 1                   | Фінляндія         | товариський матч  | -    |          |
| 06-06-2016 | Верона                 | Італія            | 2 – 0                   | Фінляндія         | товариський матч  | -    |          |
| 31-08-2016 | Менхенгладбах          | Німеччина         | 2 – 0                   | Фінляндія         | товариський матч  | -    |          |
| 05-09-2016 | Турку                  | Фінляндія         | 1 – 1                   | Косово            | Відбір до ЧС 2018 | -    |          |
| 06-10-2016 | Рейк'явік              | Ісландія          | 3 – 2                   | Фінляндія         | Відбір до ЧС 2018 | -    |          |
| 09-10-2016 | Тампере                | Фінляндія         | 0 – 1                   | Хорватія          | Відбір до ЧС 2018 | -    |          |
| Усього     |                        | Матчів            | 32                      |                   | Голів             | -42  |          |

## Титули і досягнення
- Чемпіон Німеччини (1):

«Баєр 04»: 2023–24
- Володар Кубка Данії (1):

«Есб'єрг»:  2012–13
- Володар Кубка Німеччини (2):

«Айнтрахт» (Франкфурт-на-Майні): 2017-18
«Баєр 04»: 2023–24
- Володар Суперкубка Німеччини (1):

«Баєр 04»: 2024
- Спортсмен 2020 року в Фінляндії.